# Aplidium maru
Aplidium maru är en sjöpungsart som beskrevs av Monniot 1987. Aplidium maru ingår i släktet Aplidium och familjen klumpsjöpungar. Inga underarter finns listade i Catalogue of Life.